# Оцінка земель
Ви́ди оці́нки земе́ль. Залежно від мети та методів проведення оцінка земель поділяється на такі види:
- бонітування ґрунтів;
- економічна оцінка земель;
- грошова оцінка земельних ділянок.

Данні бонітування ґрунтів є складовою частиною державного земельного кадастру та є основою проведення економічної оцінки сільськогосподарських угідь і враховуються при визначенні екологічної придатності ґрунтів для вирощування сільськогосподарських культур, а також втрат сільськогосподарського та лісогосподарського виробництва.
Дані з економічної оцінки земель є основою при проведенні нормативної грошової оцінки земельних ділянок, аналізі ефективності використання земель порівняно з іншими природними ресурсами та визначенні економічної придатності земель сільськогосподарського призначення для вирощування сільськогосподарських культур.
Грошова оцінка земельних ділянок залежно від призначення та порядку проведення може бути нормативною і експертною.
Нормативна грошова оцінка земельних ділянок використовується для визначення розміру земельного податку, державного мита при міні, спадкуванні та даруванні земельних ділянок згідно із законом, орендної плати за земельні ділянки державної та комунальної власності, втрат сільськогосподарського і лісогосподарського виробництва, а також при розробці показників та механізмів економічного стимулювання раціонального використання та охорони земель.
Експертна грошова оцінка земельних ділянок та прав на них проводиться з метою визначення вартості об'єкта оцінки.
Експертна грошова оцінка земельних ділянок використовується при здійсненні цивільно-правових угод щодо земельних ділянок та прав на них, крім випадків, визначених Законом України "Про оцінку земель", а також іншими законами.